# 周星 (1957年)
周星（1957年8月—），男，汉族，陝西丹鳳人，中國文化人類學及民俗學学者，博士学位，中國共產黨黨員，現為日本愛知大學國際交流學部教授、中國民俗學會顧問。

## 生平
1981年本科畢業于西北大學歷史系考古專業。1984年從中國社會科學院歷史研究所取得碩士學位，1989年於同校民族研究所博士畢業。1989至2000年間先後在北京大學社會學人類學研究所從事博士後研究，任職副教授、教授、副所長及博士生導師。
2000年起擔任日本愛知大學國際交流學部、國際中國學研究中心教授、博士課程指導教授。

## 社会兼职
兼任中國民俗學會副理事長、中國藝術人類學學會副會長、中山大學中國非物質文化遺產研究中心學術委員以及沖繩國際大學南島文化研究所研究員等。